# Sõrve-Hindu
Koordinaten: 58° 3′ N, 22° 12′ O
Sõrve-Hindu (deutsch Indo) ist ein Dorf (estnisch küla) auf der größten estnischen Insel Saaremaa. Es gehört zur Landgemeinde Saaremaa (bis 2017: Landgemeinde Salme) im Kreis Saare. Bis zur Neugründung der Landgemeinde Saaremaa hieß der Ort „Hindu“ und wurde umbenannt, um sich von Hindu zu unterscheiden, da beide nun in derselben Landgemeinde liegen.

## Lage und Einwohnerschaft
Das Dorf an der Ostküste der Halbinsel Sõrve liegt 26 Kilometer von der Inselhauptstadt Kuressaare entfernt. Es hat heute keine Einwohner mehr (Stand 31. Dezember 2011).